# Xã Lone Tree, Quận Pottawatomie, Kansas
Xã Lone Tree (tiếng Anh: Lone Tree Township) là một xã thuộc quận Pottawatomie, tiểu bang Kansas, Hoa Kỳ. Năm 2010, dân số của xã này là 216 người.